# Platythelphusa maculata
Platythelphusa maculata is een krabbensoort uit de familie van de Potamonautidae. De wetenschappelijke naam van de soort is voor het eerst geldig gepubliceerd in 1899 door Cunnington.